# Meowingtons Hax 2k11 Toronto
Meowingtons Hax 2k11 Toronto è il secondo album dal vivo realizzato dal disc jockey e produttore discografico canadese deadmau5. L'album vanta la partecipazione dal vivo della cantante Sofi nei brani Sofi Needs a Ladder e One Trick Pony.

## Tracce
1. Where My Keys?
2. Bad Selection
3. Maths
4. Reward is More Cheese
5. Some Chords / Tiny Dancer (di Marco Demark, Casey Barnes)
6. Secondary Complications / Sometimes Things Get, Whatever
7. Cthulhu Sleeps
8. Arguru (Intro Edit)
9. Asdfghjkl
10. HR 8938 Cephei
11. Jaded (Ambient Intro Edit)
12. Slip
13. Aural Psynapse
14. October / Raise Your Weapon
15. Raise Your Weapon [Noisia Remix]
16. Sofi Needs a Ladder
17. One Trick Pony
18. FML / I Remember
19. Professional Griefers (Instrumental Mix)
20. Moar Ghosts 'n' Stuff
21. Ghosts 'n' Stuff (Instrumental Mix)
22. Limit Break
23. Animal Rights
24. Get in the Cart, Pig
25. Strobe (Intro Edit)